# دایسن، توتوری
دایسن، توتوری (به لاتین: Daisen, Tottori) یک منطقهٔ مسکونی در ژاپن است که در استان توتوری واقع شده‌است. دایسن ۱۶٬۳۵۷ نفر جمعیت دارد.

## خواهرخوانده
شهرهای کوره، هیروشیما و سوژو خواهرخوانده‌های دایسن، توتوری هستند.